# Immanuel Ottesen
Immanuel Ottesen, född 1874, död 1955, var en norsk odontolog.
Ottesen erhöll tandläkarexamen 1899 och var från 1908 lärare och professor vid tandläkarhögskolan i Oslo. Ottesen tog livlig del i tandläkarundervisningens ordnande i Norge och blev 1927 rektor vid den då nyupprättade tandläkarhögskolan. Som odontologisk författare gjorde han sig känd över hela Skandinavien och var upprepade gånger ordförande i Norska tandläkareföreningen och Nordisk odontologisk förening, vid vars bildande 1917 Ottesen var en av stiftarna.